# Mariental (gemeindefreies Gebiet)

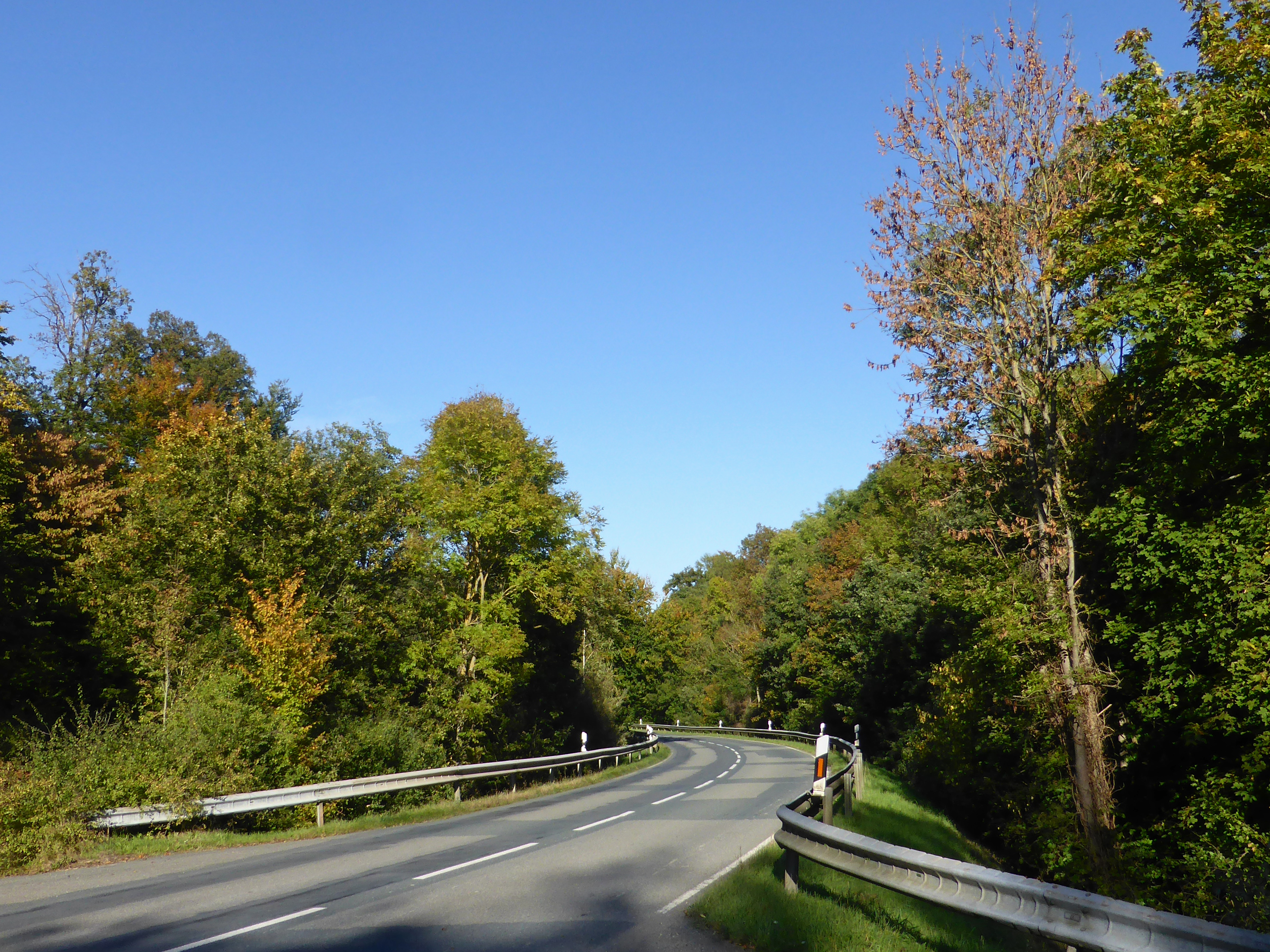
Im gemeindefreien Gebiet Mariental

Das gemeindefreie Gebiet Mariental ist eines von fünf gemeindefreien Gebieten im Landkreis Helmstedt, Niedersachsen. Der Name des Gebietes leitet sich von der angrenzenden Gemeinde Mariental ab.
Es hat eine Fläche von 15,81 km² und grenzt im Uhrzeigersinn im Süden an das gemeindefreie Gebiet Helmstedt, im Westen an die Stadt Helmstedt und die Gemeinden Mariental und Rennau, im Norden an die Gemeinden Groß Twülpstedt und Querenhorst sowie im Osten an die Gemeinde Grasleben im gleichen Landkreis. Im Osten besteht des Weiteren eine Grenze zum Landkreis Börde in Sachsen-Anhalt. Das Gebiet umfasst neben einem größeren Teil auch zwei Exklaven westlich der Gemeinde Mariental. Dadurch wird die Gemeinde Mariental fast vollständig vom gleichnamigen gemeindefreien Gebiet umschlossen.
Das gemeindefreie Gebiet ist unbewohnt. Aus statistischen Gründen führt es jedoch den Amtlichen Gemeindeschlüssel 03 1 54 504.